# Angel (attrice pornografica)
Angel (7 dicembre, 1966) è un'ex attrice pornografica statunitense.

## Biografia
Nell'ottobre 1985 è stata eletta Penthouse Pet of the Month, mentre nel 1986 ha vinto gli AVN Awards 1986 come Best New Starlet

## Riconoscimenti
- AVN Awards
  - 1986 – Best New Starlet[4]